# Калтаг (Аляска)
Калтаг (англ. Kaltag) — місто (англ. city) в США, у зоні перепису населення Юкон-Коюкук штату Аляска. Населення — 158 осіб (2020).

## Історія
Область, де нині розташоване Калтаг, здавна використовувалася сусідніми племенами під кладовище. Саме селище на цьому місці утворилося в 1820-х роках, було назване на честь юконця на ім'я Калтага. 1839 року місцевих мешканців «відвідала» епідемія віспи. 1867 року неподалік від селища була протягнута військова телеграфна лінія. 1900 року на селище «впав» кір, який, вкупі з недоліком продовольства, забрав життя близько третини населення. Після цього в Катлаг переїхали жити люди з трьох сусідніх сіл. 1903 року відкрилося перше поштове відділення, але вже через рік воно закрилося; повторно воно відкрилося 1909 року, повторно закрилося 1920 року; втретє відкрилося 1933 року. Після 1906 берега Юкону стали покидати золотошукачі, але життю в селищі не дало згаснути відкриття в регіоні шахт з видобутку свинцю. 1925 року у Калтазі відкрилася перша школа, у якій станом на 2010 рік навчається 31 учень. 1937 року в річку повінню змило залишки старого кладовища.
У 1960-х роках були побудовані водорозбірні колонки, аеропорт та клініка, 1969 року Калтаг отримав статус «місто 2-о класу» (2nd Class City). 1982 року були підключені водопровід та каналізація. Раз на два роки в місті відбувається фестиваль Stick Dance, на який з'їжджаються багато мешканців сусідніх населених пунків.

## Географія
Калтаг розташоване в західній частині Аляски на березі річки Юкон, за 110 кілометрах (по прямій) від океану (затоки Нортон-Саунд). Місто обслуговує однойменний аеропорт.
Калтаг розташований за координатами 64°18′50″ пн. ш. 158°46′47″ зх. д. / 64.31389° пн. ш. 158.77972° зх. д. (64.313823, -158.779727). За даними Бюро перепису населення США в 2010 році місто мало площу 71,51 км², з яких 55,92 км² — суходіл та 15,60 км² — водойми.

### Клімат
| Клімат : Калтаг         | Клімат : Калтаг | Клімат : Калтаг | Клімат : Калтаг | Клімат : Калтаг | Клімат : Калтаг | Клімат : Калтаг | Клімат : Калтаг | Клімат : Калтаг | Клімат : Калтаг | Клімат : Калтаг | Клімат : Калтаг | Клімат : Калтаг | Клімат : Калтаг |
| Показник                | Січ.            | Лют.            | Бер.            | Квіт.           | Трав.           | Черв.           | Лип.            | Серп.           | Вер.            | Жовт.           | Лист.           | Груд.           | Рік             |
| Абсолютний максимум, °C | 14,4            | 13,3            | 13,3            | 16,1            | 29,4            | 31,1            | 35,0            | 28,9            | 31,7            | 20,6            | 11,7            | 12,2            | 35,0            |
| Середній максимум, °C   | −14,9           | −9,2            | −6,9            | 2,5             | 12,7            | 19,7            | 19,9            | 16,9            | 11,6            | 1,6             | −8,8            | −13,4           | 2,7             |
| Середня температура, °C | −19,6           | −14,7           | −13,4           | −3,5            | 6,4             | 13,3            | 14,3            | 11,8            | 6,6             | −2,1            | −12,9           | −17,9           | −2,6            |
| Середній мінімум, °C    | −24,1           | −20,2           | −19,8           | −9,5            | 0,2             | 6,8             | 8,7             | 6,7             | 1,7             | −5,7            | −17,1           | −22,3           | −7,8            |
| Абсолютний мінімум, °C  | −51,1           | −47,2           | −43,3           | −30,6           | −23,9           | −5              | −1,7            | −3,3            | −13,3           | −27,2           | −41,7           | −45             | −51,1           |
| Норма опадів, мм        | 24              | 31              | 28              | 41              | 22              | 38              | 59              | 89              | 74              | 55              | 27              | 21              | 498             |
| ----------------------- | --------------- | --------------- | --------------- | --------------- | --------------- | --------------- | --------------- | --------------- | --------------- | --------------- | --------------- | --------------- | --------------- |
| Джерело: WRCC           |                 |                 |                 |                 |                 |                 |                 |                 |                 |                 |                 |                 |                 |

## Демографія
Згідно з переписом 2010 року, у місті мешкало 190 осіб у 70 домогосподарствах у складі 44 родин. Густота населення становила 3 особи/км². Було 87 помешкань (1/км²).
Расовий склад населення:
| - 91,6 % — корінних американців - 5,8 % — білих |

До двох чи більше рас належало 2,6 %. Частка іспаномовних становила 0,0 % від усіх жителів.
За віковим діапазоном населення розподілялося таким чином: 27,9 % — особи молодші 18 років, 63,2 % — особи у віці 18—64 років, 8,9 % — особи у віці 65 років та старші. Медіана віку мешканця становила 31,5 року. На 100 осіб жіночої статі у місті припадало 156,8 чоловіків; на 100 жінок у віці від 18 років та старших — 140,4 чоловіків також старших 18 років.
Середній дохід на одне домашнє господарство становив 44 542 долари США (медіана — 28 750), а середній дохід на одну сім'ю — 54 181 долар (медіана — 46 250). Медіана доходів становила 19 583 долари для чоловіків та 24 375 доларів для жінок. За межею бідності перебувало 13,5 % осіб, у тому числі 17,5 % дітей у віці до 18 років та 0,0 % осіб у віці 65 років та старших.
Цивільне працевлаштоване населення становило 61 особа. Основні галузі зайнятості: публічна адміністрація — 31,1 %, освіта, охорона здоров'я та соціальна допомога — 27,9 %, транспорт — 16,4 %, роздрібна торгівля — 6,6 %.